# 1961
1961 (MCMLXI) a fost un an obișnuit al calendarului gregorian, care a început într-o zi de duminică.

## Evenimente

### Ianuarie
- 3 ianuarie: Ruperea relațiilor diplomatice dintre SUA și Cuba.
- 8 ianuarie: Referendum la care poporul francez a răspuns printr-un „Da” masiv la problema privind autodeterminarea Algeriei; Charles de Gaulle are suport popular pentru politica din Algeria.
- 9 ianuarie: Autoritățile britanice anunță că au descoperit o vastă rețea de spionaj la Londra.
- 20 ianuarie: Democratul John F. Kennedy devine al 35-lea președinte al Statelor Unite.

### Martie
- 21 martie: Gheorghe Gheorghiu-Dej devine președinte al Consiliului de Stat al RPR.

### Aprilie
- 11 aprilie: La Ierusalim, începe procesul lui Adolf Eichmann, criminal de război. El este unul dintre organizatorii soluției finale (omorârea evreilor în lagărele naziste). La 31 mai 1962, este executat.
- 12 aprilie: Zborul primului cosmonaut din lume, Iuri Gagarin, la bordul navei Vostok I (Răsăritul). Zborul a durat 180 de minute.
- 17 aprilie: Începe invazia din Golful Porcilor (Cuba).
- 20 aprilie: Fidel Castro anunță că invadatorii din Golful Porcilor au fost invinși.
- 26 aprilie: Rupterea relațiilor diplomatice dintre URSS și Albania.

### Mai
- 1 mai: Fidel Castro proclamă caracterul socialist al revoluției cubaneze.
- 5 mai: Alan Shepard devine primul american care ajunge în spațiu.
- 15 mai: Enciclica Mater et Magistra a Papei Ioan al XXIII-lea.
- 25 mai: Președintele Kennedy anunță intenția unui proiect care să pună „omul pe Lună" înainte de sfârșitul anilor '60.

### Iunie
- 4 iunie: John F. Kennedy și Nikita Hrușciov se întâlnesc două zile la Viena; vorbesc despre testele nucleare, dezarmare și despre Germania.
- 6 iunie: Primul titlu de campion al lumii cucerit de un luptător român este obținut de Valeriu Bularca la Campionatul mondial de lupte greco-romane de la Yokohama, Japonia.
- 19 iunie: Protectoratul britanic, în Kuweit, se sfârșește, iar acesta devine emirat.

### Iulie
- 4 iulie: Submarinul sovietic, K-19, explodează în nordul Atlanticului. Au decedat 22 de persoane.
- 16 iulie: Atleta Iolanda Balaș, multiplă campioană, a stabilit, într-un concurs desfășurat la Sofia, Bulgaria, al 14-lea și ultimul record mondial la săritura în înălțime: 1,91 m.

### August
- 6 august: Vostok 2. Cosmonautul sovietic Gherman Titov devine al doilea om care zboară pe orbita Pământului și primul care stă în spațiu mai mult de o zi.
- 13 august: A început ridicarea Zidului Berlinului, separarea est-germanilor de berlinezii din vest; a rezistat până la 9 noiembrie 1989.

### Octombrie
- 27 octombrie: La Checkpoint Charlie din Berlin, timp de 16 ore, se confruntă două coloane de tancuri americane și sovietice.

### Nedatate
- Amnesty International (AI), organizație internațională de apărare a drepturilor omului, înființată de Peter Benenson, avocat din Londra, Anglia.
- Cu un an înaintea încheierii colectivizării, Gheorghe Gheorghiu-Dej anunță că 83,8% din suprafața agricolă a țării aparține colectivelor.

## Arte, științe, literatură și filozofie
- 5 ianuarie: Inaugurarea Teatrului de Comedie din București, director Radu Beligan.
- 3 mai: La Sala Palatului din București are loc premiera filmului Setea, prima producție cinemascop a Studioului București.
- 21 mai: A avut loc premiera spectacolului Cum vă place de Shakespeare, în montarea lui Liviu Ciulei, la Teatrul „Lucia Sturza Bulandra".
- 21 august: De la Galeria Națională din Londra a fost furat celebrul tablou al lui Goya, Ducele de Wellington. A fost recuperat în 1965.
- 14 decembrie: A avut loc, la Berlin, premiera mondială a filmului regizat de americanul Stanley Kramer, Procesul de la Nürnberg, ecranizare a piesei lui Abby Mann.
- Bob Dylan își face debutul în muzică.
- Ernesto Sábato publică romanul Despre eroi și morminte.
- Filmul Viridiana de Luis Buñuel primește premiul Palme d'Or la Festivalul de la Cannes.
- The Beach Boys. Grup american de rock înființat de frații Brian și Dennis Wilson în California.
- The Beatles încep să aibă spectacole la Cavern Club din Liverpool.

## Nașteri

### Ianuarie

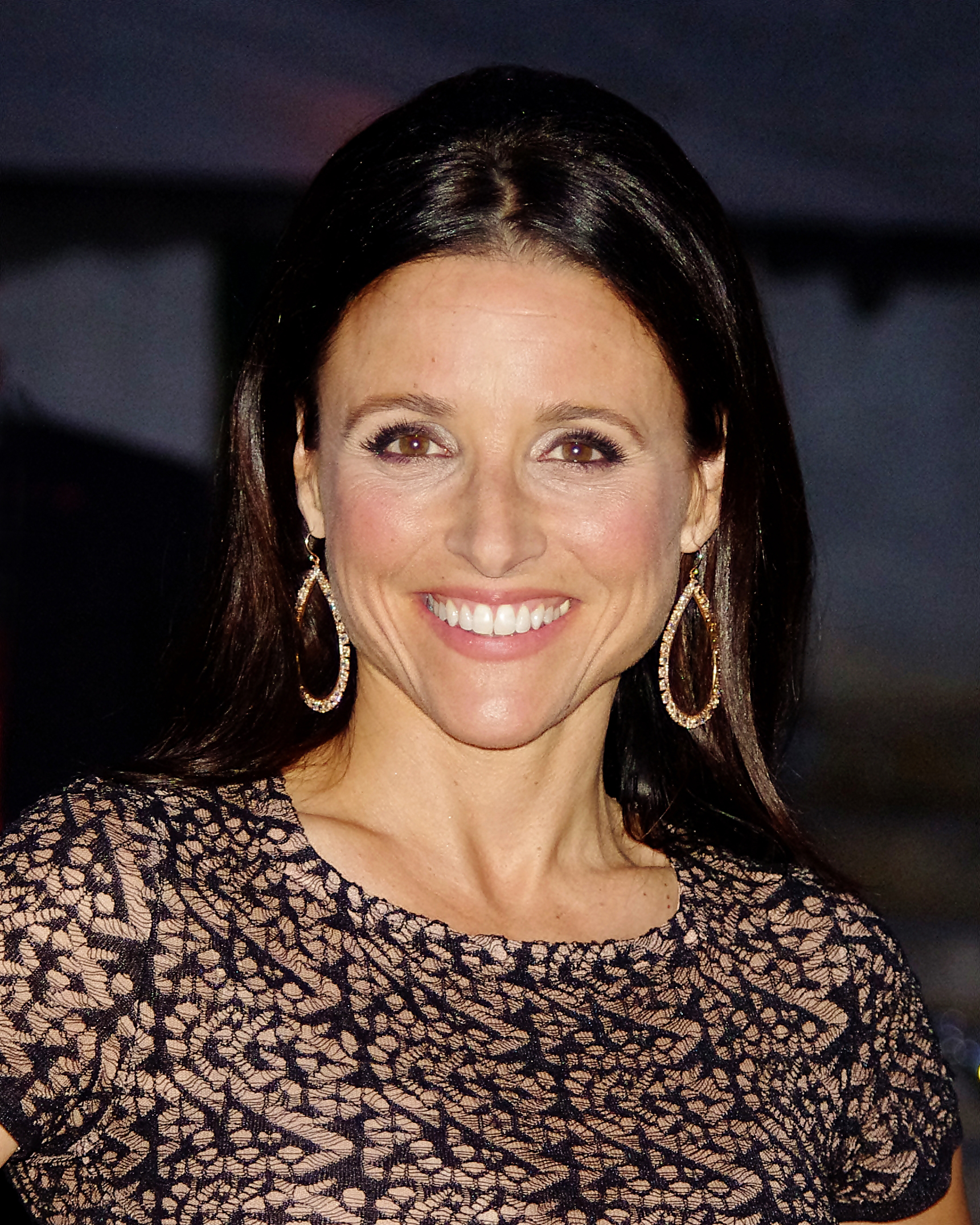
Julia Louis-Dreyfus, actriță americană
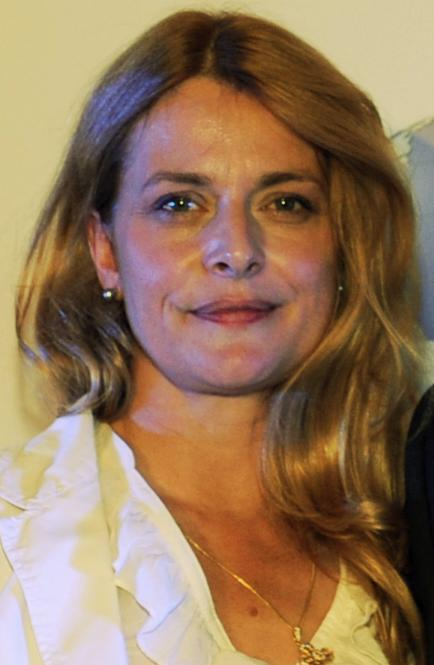
Nastassja Kinski, actriță germană
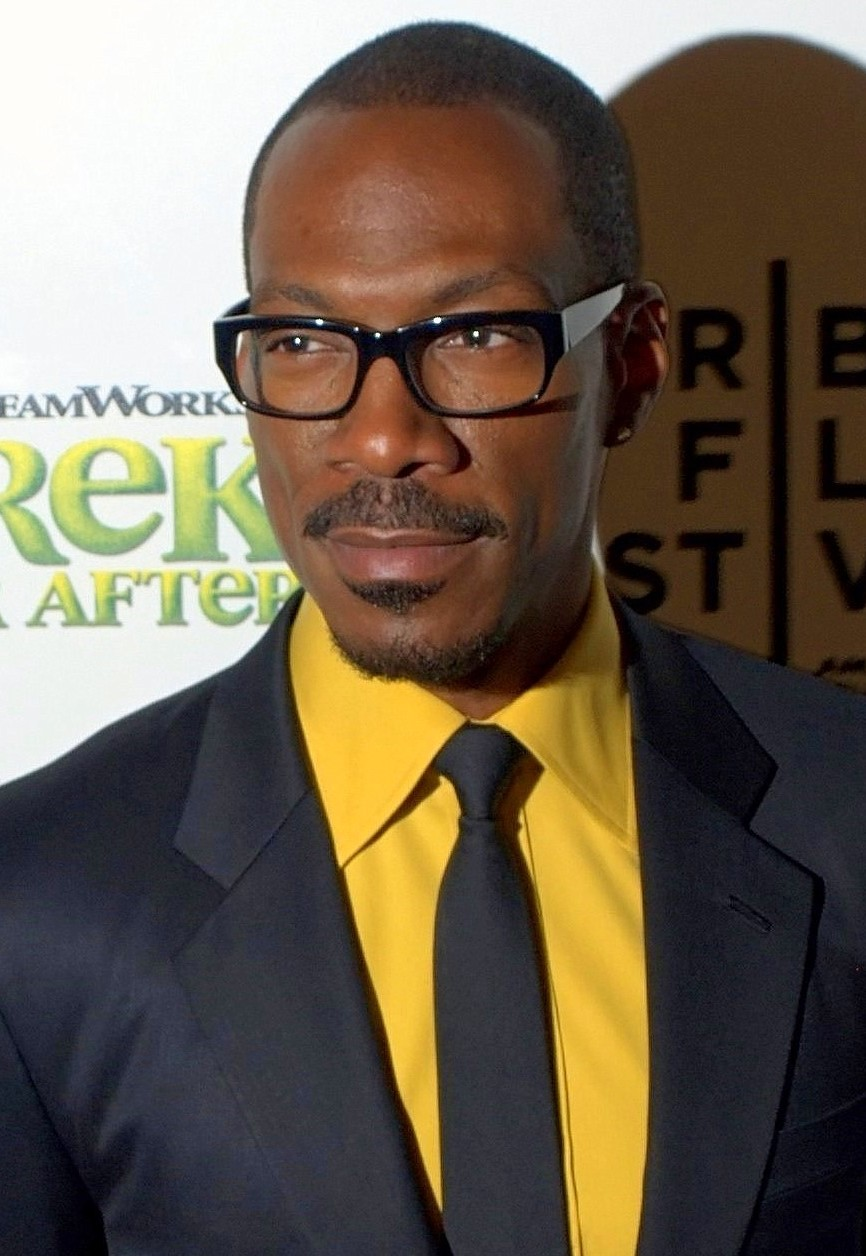
Eddie Murphy, actor, cântăreț, regizor și producător american
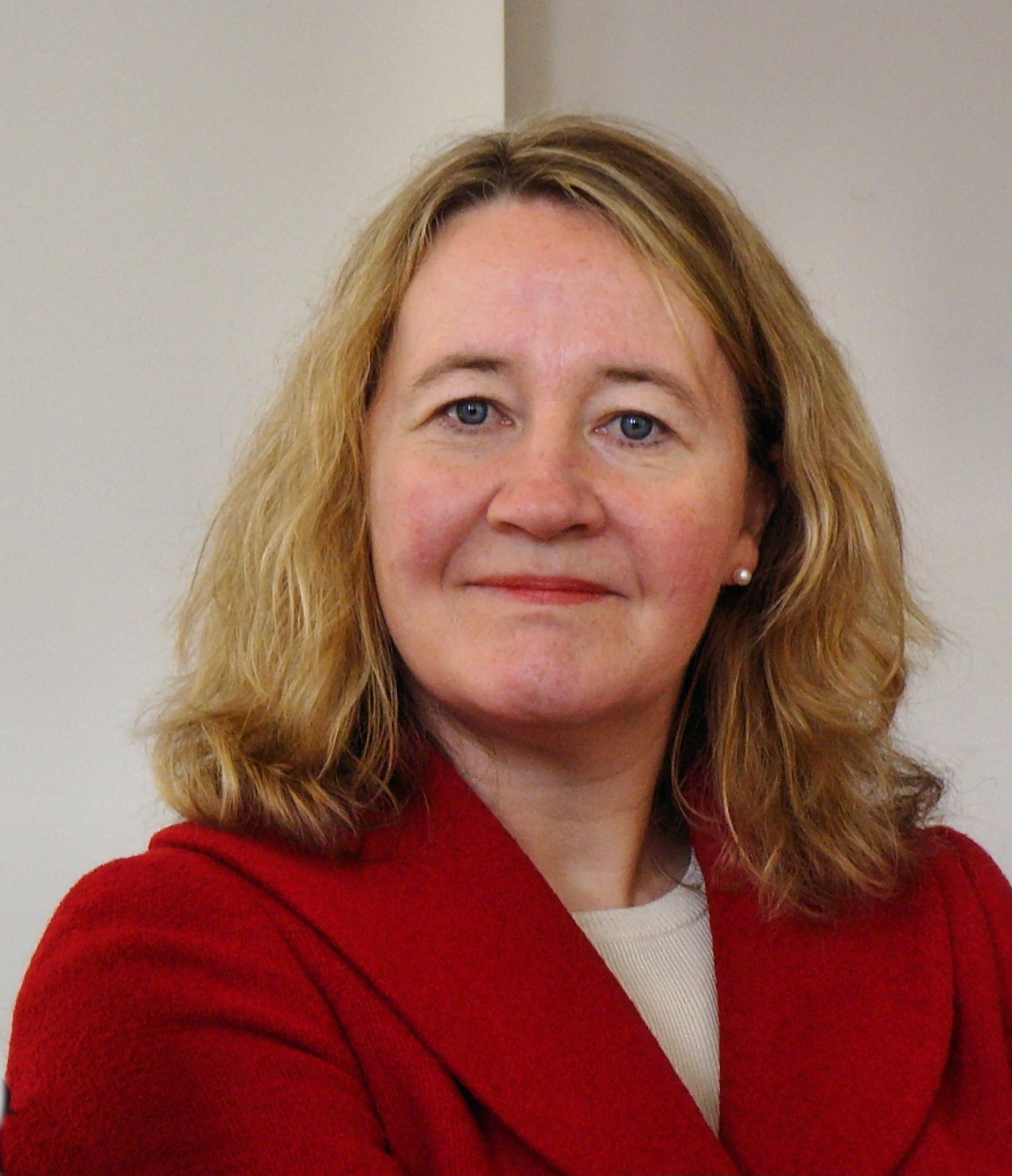
Carol Greider, biolog american de origine australiană, laureată a Premiului Nobel
Aurel Tămaș, cântăreț român de muzică populară și ușoară

- 1 ianuarie: Gabriel Oprea, politician român
- 1 ianuarie: Gheorghe Șimon, politician român
- 2 ianuarie: Dumitru Berbece, handbalist român
- 4 ianuarie: Doru Istudor, baterist și compozitor român
- 4 ianuarie: Kiyotaka Matsui, fotbalist japonez (portar)
- 6 ianuarie: Elena Dumitru, politiciană română
- 11 ianuarie: Karl von Habsburg, șeful Casei de Habsburg
- 12 ianuarie: Corin Braga, critic literar român
- 13 ianuarie: Viorel Arion, politician român
- 13 ianuarie: Julia Louis-Dreyfus (Julia Scarlett Elizabeth Louis-Dreyfus), actriță americană de film
- 14 ianuarie: Vissarion (Serghei Anatolievici Torop), pictor rus
- 17 ianuarie: Adriana Barbu, sportivă română (alergătoare de fond)
- 18 ianuarie: Mihail Pavlovici Șișkin, scriitor rus
- 18 ianuarie: Carmen Tănase, actriță română
- 23 ianuarie: Dan Alexe, jurnalist român
- 24 ianuarie: Guido Buchwald, fotbalist german
- 24 ianuarie: Nastassja Kinski (n. Nastassja Aglaia Nakszynski), actriță germană de film
- 24 ianuarie: Theo Peoples, muzician american
- 25 ianuarie: Miguel M. Abrahão, scriitor brazilian
- 25 ianuarie: George Păunescu, pictor român
- 28 ianuarie: Iustinian Ovcinicov, preot rus

### Februarie
- 3 februarie: Alexandru Chiculiță, scrimer român
- 6 februarie: Florence Aubenas, jurnalistă franceză
- 9 februarie: Ala Menșikov-Vutcărău, actriță din Republica Moldova
- 15 februarie: Octavian Mitu, politician român
- 17 februarie: Andrei Korotaev, antropolog, istoric și economist rus
- 18 februarie: Armin Laschet, politician german
- 20 februarie: Ion Geolgău, fotbalist român
- 22 februarie: Dumitru Jipa, fotbalist român (portar)
- 22 februarie: Rolf Thorsen, canotor norvegian
- 24 februarie: Erna Solberg, politiciană norvegiană

### Martie
- 1 martie: Koichi Hashiratani, fotbalist japonez (atacant)
- 2 martie: Ingeborg Grässle, politiciană germană
- 3 martie: Anita Hegerland, cântăreață norvegiană
- 4 martie: Marcello Vernola, politician italian
- 5 martie: Larisa Catrinici, medic din R. Moldova
- 7 martie: Warrel Dane, muzician american (d. 2017)
- 8 martie: Tudorița-Rodica Boboc, politiciană română
- 9 martie: Andrei Ivanțoc, politician din R. Moldova
- 18 martie: Anne Ferreira, politiciană franceză
- 19 martie: Rune Bratseth, fotbalist norvegian
- 21 martie: Lothar Matthäus (Lothar Herbert Matthäus), fotbalist german
- 23 martie: Steve Holmes (n. Cristof Cristian), actor german, de etnie română
- 27 martie: Christian Ntsay, politician malgaș, prim-ministru al Madagascarului
- 29 martie: Gary Brabham, pilot australian de Formula 1
- 29 martie: Florin Segărceanu, jucător român de tenis
- 29 martie: Michael Winterbottom, regizor de film, britanic
- 30 martie: Mike Thackwell, pilot neozeelandez de Formula 1
- 31 martie: Adrian Pleșca, cântăreț român

### Aprilie
- 1 aprilie: Susan Boyle, cântăreață britanică
- 1 aprilie: Iulian Vladu, politician român
- 3 aprilie: Eddie Murphy (Edward Regan Murphy), actor, cântăreț, regizor și producător american
- 3 aprilie: Florentin Pandele, politician român
- 4 aprilie: Stefano Bandecchi, antreprenor italian
- 5 aprilie: Richard Howitt, politician britanic
- 13 aprilie: Paul Mecet Ciuciumiș, pictor român
- 14 aprilie: Yuji Sugano, fotbalist japonez
- 15 aprilie: José Anigo, fotbalist francez
- 15 aprilie: Carol Greider, biolog american de origine australiană, laureată a Premiului Nobel
- 16 aprilie: Aurel Tămaș, interpret român de muzică populară și ușoară
- 17 aprilie: Jules Maaten, politician neerlandez
- 22 aprilie: Dan Gabriel Popa, politician român
- 23 aprilie: Andrei Kurkov, scriitor ucrainean
- 23 aprilie: Pierluigi Martini, pilot italian de Formula 1
- 24 aprilie: Tetsuya Totsuka, fotbalist japonez
- 30 aprilie: Franky van der Elst, fotbalist și antrenor belgian

### Mai

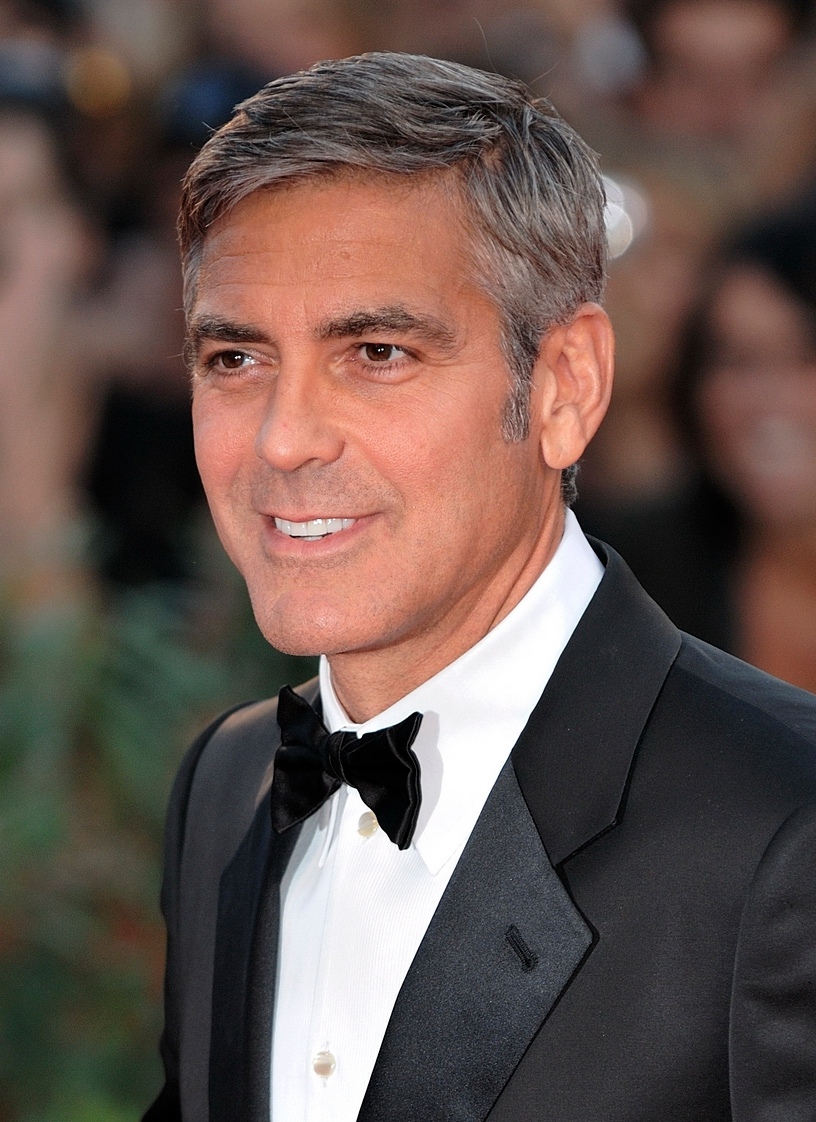
George Clooney, actor american
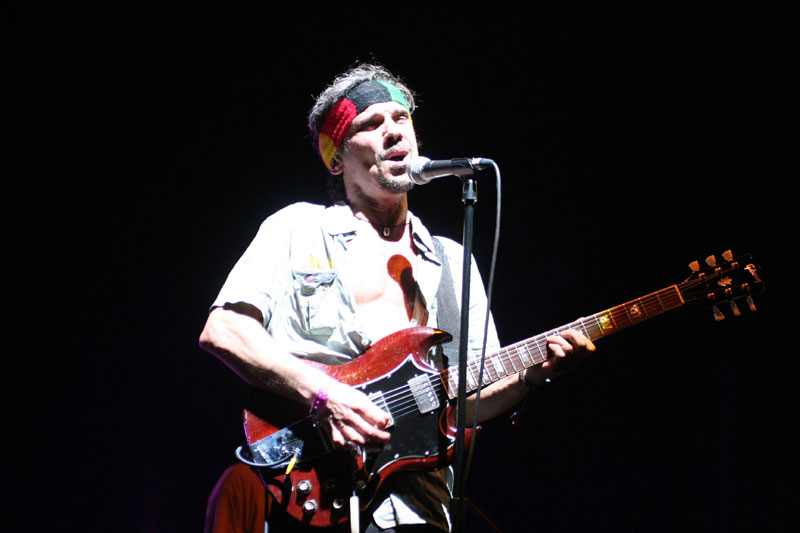
Manu Chao, cântăreț francez de origine spaniolă
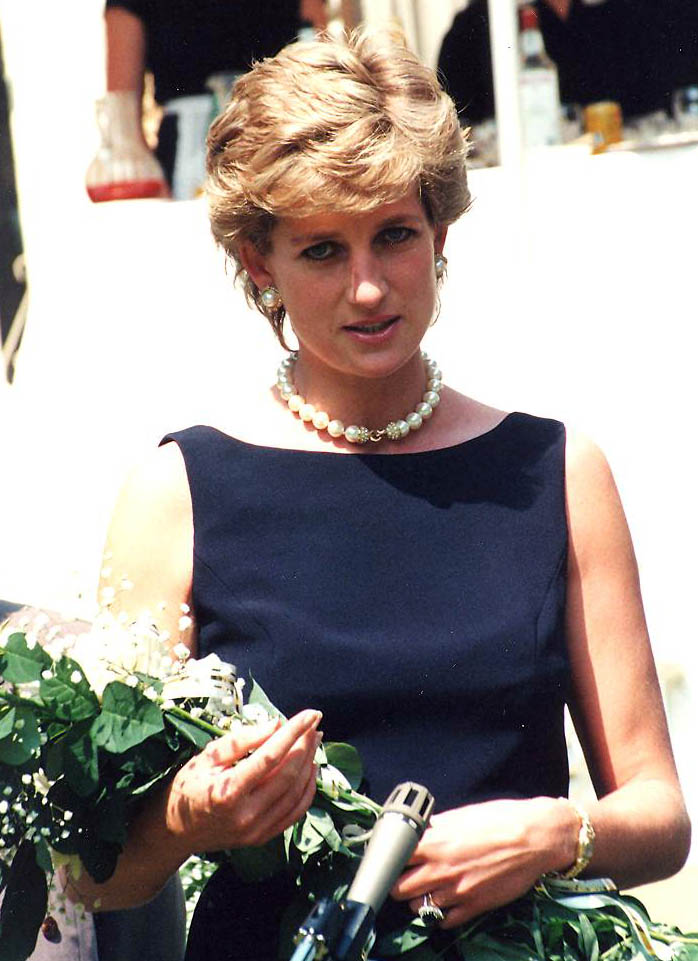
Diana, Prințesă de Wales
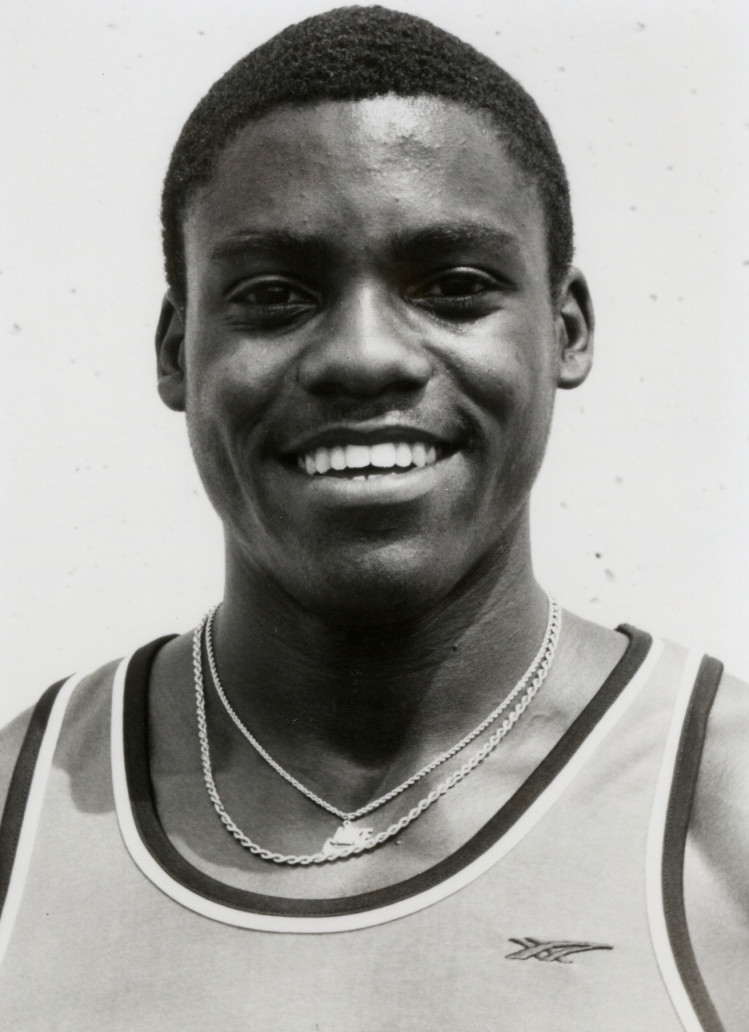
Carl Lewis, atlet american
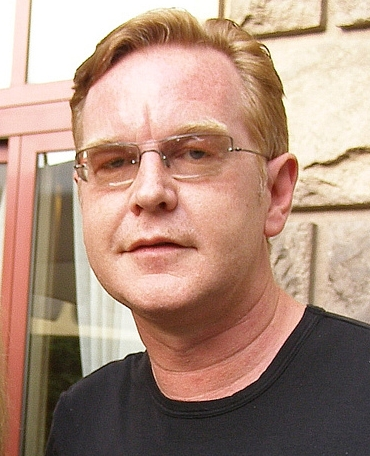
Andrew Fletcher, instrumentist britanic (Depeche Mode)

- 3 mai: Leon-Iosif Grapini, poet român
- 5 mai: Edit Herczog, politiciană maghiară
- 6 mai: Frans Timmermans (Franciscus Cornelis Gerardus Maria Timmermans), om politic, ministru de externe al Țărilor de Jos
- 6 mai: George Clooney (George Timothy Clooney), actor american de film
- 6 mai: Gina Riley, scenaristă australiană
- 8 mai: Janet McTeer, actriță britanică
- 13 mai: Dennis Rodman (Dennis Keith Rodman), baschetbalist american profesionist
- 14 mai: Tim Roth (Timothy Simon Roth), actor britanic
- 17 mai: Enya (n. Eithne Ní Bhraonáin), cântăreață irlandeză
- 18 mai: Liliana Lucia Tomoiagă, politiciană română
- 19 mai: Vadim Cojocaru, politician din R. Moldova
- 19 mai: Anton Doboș, politician român
- 22 mai: Vasile Ișan, economist român
- 22 mai: Gheorghe-Dinu Socotar, politician român
- 23 mai: Daniele Massaro, fotbalist italian (atacant)
- 27 mai: Pierre-Henri Raphanel, pilot francez de Formula 1
- 31 mai: Victoria Ruffo (María Victoria Eugenia Guadalupe Martínez del Río Moreno-Ruffo), actriță mexicană
- 31 mai: Lea Thompson (Lea Kathleen Thompson), actriță americană, regizoare și producătoare de televiziune

### Iunie
- 4 iunie: Ferenc Gyurcsány, politician maghiar
- 6 iunie: Sergiu Mocanu, politician din R. Moldova
- 8 iunie: Ursula Buchfellner, actriță germană
- 8 iunie: Janina Hartwig, actriță germană
- 9 iunie: Michael J. Fox (n. Michael Andrew Fox), actor canadian
- 10 iunie: Rodrigo Chaves Robles, politician și economist costarican, care ocupă funcția de președinte al Costa Rica
- 12 iunie: Lucian-Eduard Simion, politician român
- 13 iunie: Zita Pleštinská, politiciană slovacă
- 14 iunie: Imre Babics, poet maghiar
- 14 iunie: Mihai Cioc, judoca român
- 14 iunie: Radu Florescu, poet român
- 16 iunie: Petre Iosub, canotor român
- 16 iunie: Rui Zink, scriitor portughez
- 17 iunie: Denis Lavant, actor francez
- 18 iunie: Henrique Matos, pictor portughez
- 21 iunie: Manu Chao (n. José-Manuel Thomas Arthur Chao), cântăreț francez de etnie spaniolă
- 21 iunie: Sascha Konietzko, muzician german
- 21 iunie: Joko Widodo, politician indonezian, președinte al Indoneziei (din 2014)
- 25 iunie: Timur Bekmambetov, regizor de film, rus
- 28 iunie: Leonard Orban, politician român
- 29 iunie: Marian Moșneagu, istoric român

### Iulie

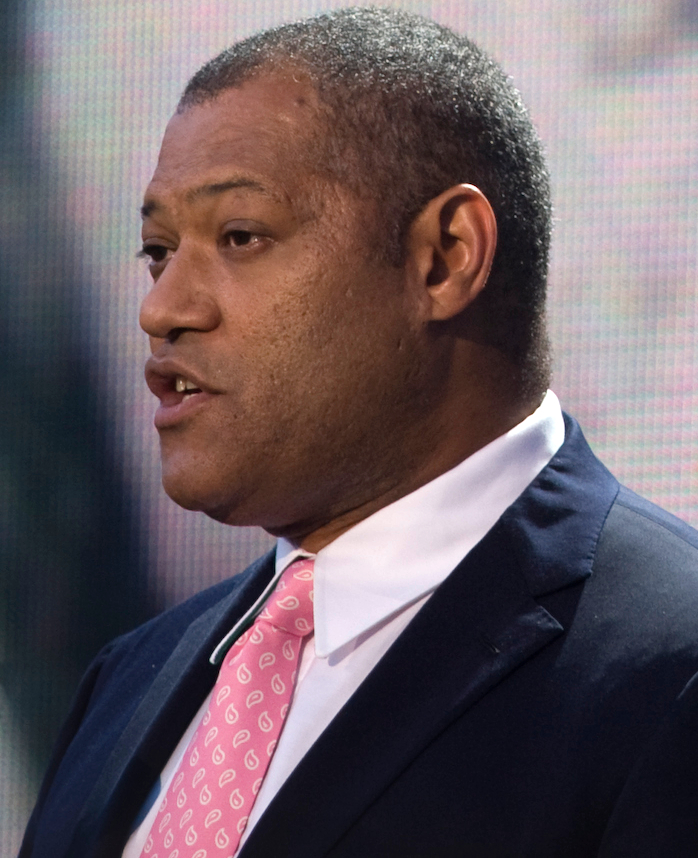
Laurence Fishburne, actor, scenarist, regizor și producător american de film
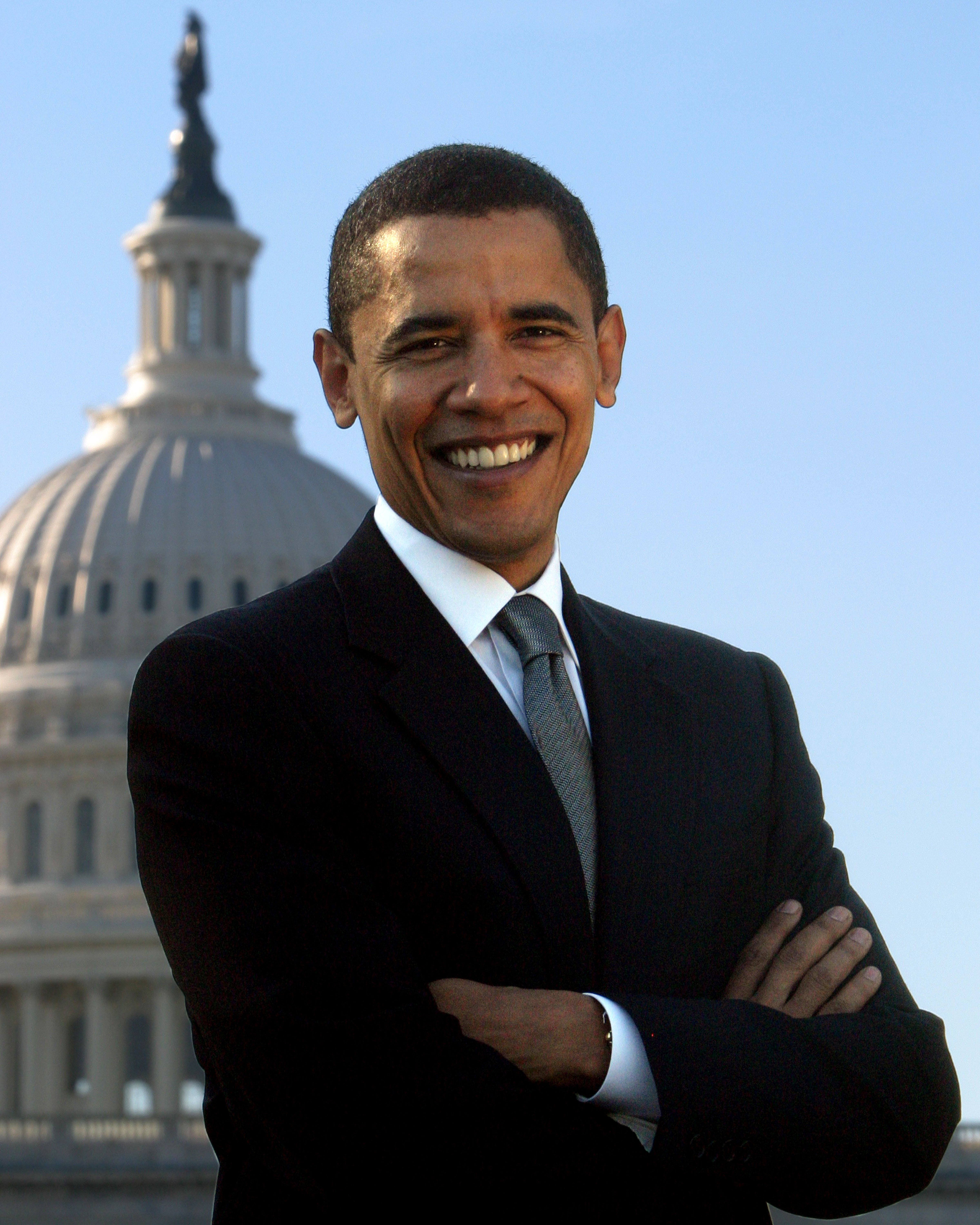
Barack Obama, politician american, al 44-lea președinte al Statelor Unite, laureat al Premiului Nobel
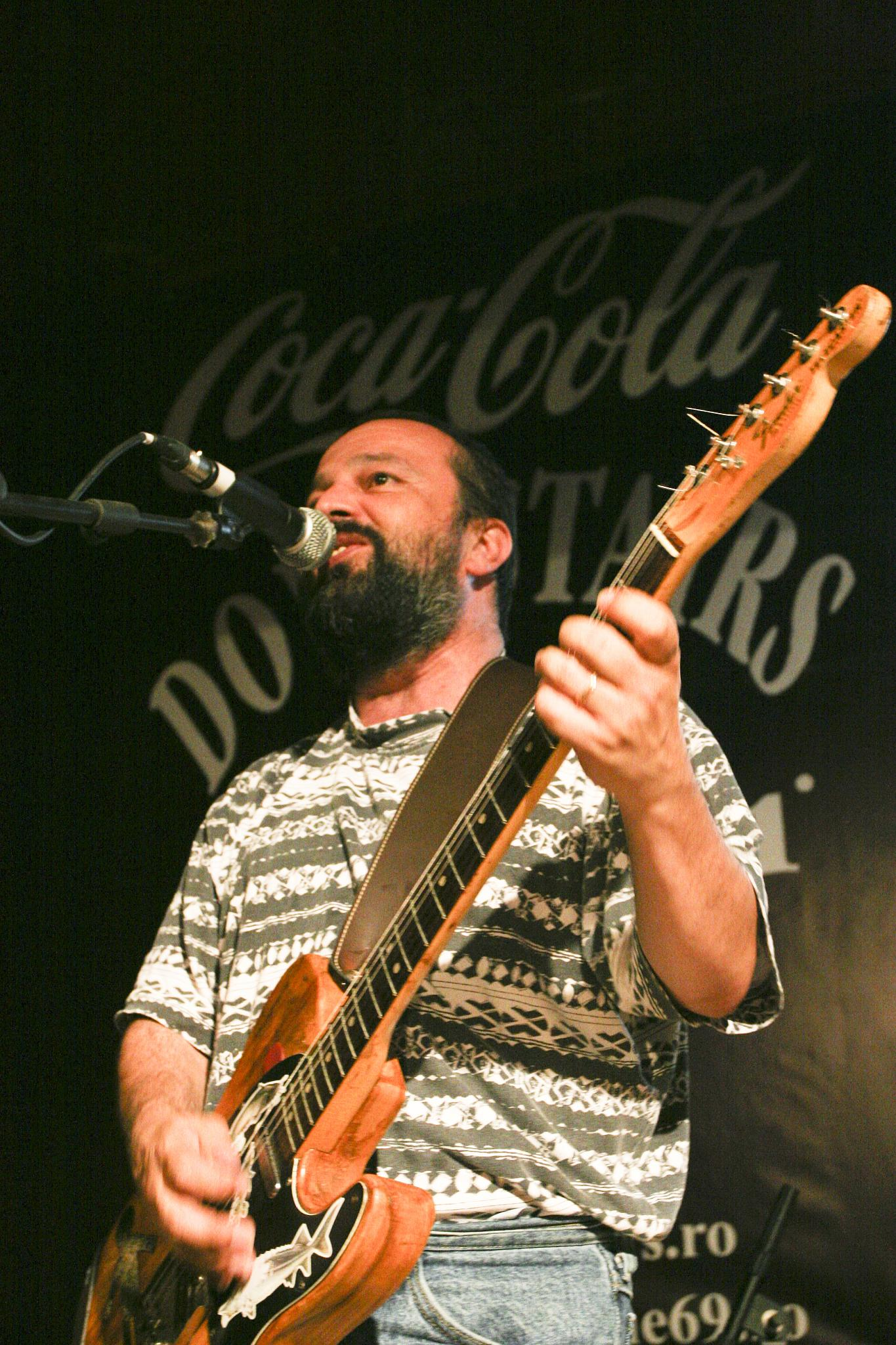
Ioan Gyuri Pascu, muzician și actor român
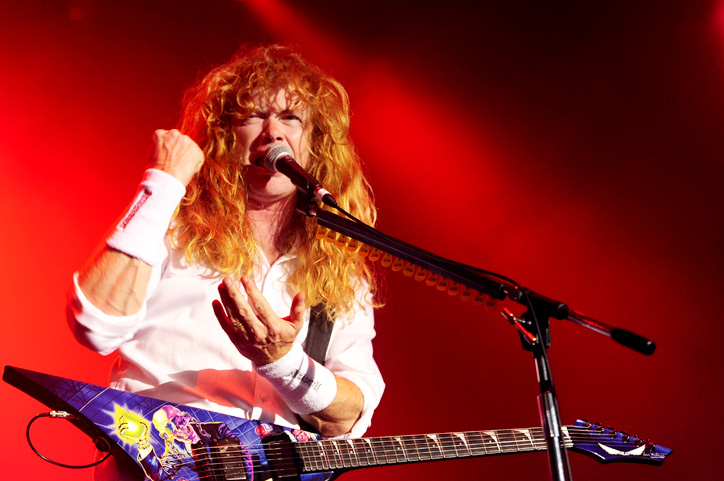
Dave Mustaine, cântăreț, chitarist, compozitor, autor și actor american, liderul trupei Megadeth
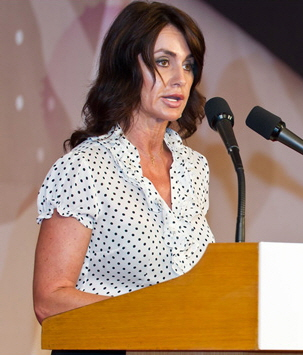
Nadia Comăneci, gimnastă română, medaliată olimpică

- 1 iulie: Diana, Prințesă de Wales (n. Diana Frances Spencer), (d. 1997)
- 1 iulie: Ivan Kaye, actor britanic
- 1 iulie: Carl Lewis (Frederick Carlton Lewis), atlet american
- 1 iulie: Victoria Nuland, diplomată americană
- 8 iulie: Sergiu Burcă, politician din R. Moldova
- 8 iulie: Andrew Fletcher (Andrew John Leonard Fletcher), 60 ani, muzician englez (Depeche Mode), (d. 2022)
- 12 iulie: Masaaki Mori, fotbalist japonez
- 13 iulie: Stelios Manolas (Stylianos Manolas), fotbalist grec
- 15 iulie: Forest Whitaker (Forest Steven Whitaker), actor american
- 16 iulie: Paulus Hochgatterer, scriitor austriac
- 18 iulie: Ion Lungu, politician român
- 18 iulie: Elizabeth McGovern, actriță americană de film și teatru
- 23 iulie: Martin Gore, muzician britanic (Depeche Mode)
- 23 iulie: Woody Harrelson (Woodrow Tracy Harrelson), actor american
- 23 iulie: David Kaufman, actor american
- 23 iulie: Adrian Silistraru, politician român
- 24 iulie: Imre András, politician român
- 24 iulie: Mario Mauro, politician italian
- 25 iulie: Iulian Costache, jurnalist român
- 26 iulie: Keiko Matsui, muziciană japoneză
- 28 iulie: Yannick Dalmas, pilot francez de Formula 1
- 29 iulie: Dimitris Saravakos, fotbalist grec (atacant)
- 30 iulie: Laurence Fishburne (Laurence John Fishburne III), actor, regizor, scenarist și producător american de film

### August
- 1 august: Danny Blind (Dirk Franciscus Blind), fotbalist neerlandez
- 2 august: Adrian Simion, handbalist român
- 3 august: Valentin Dolfi, poet român
- 4 august: Pumpuang Duangjan, muziciană thailandeză (d. 1992)
- 4 august: Barack Obama (n. Barack Hussein Obama II), politician american, al 44-lea președinte al Statelor Unite (2009-2017), laureat al Premiului Nobel (2009)
- 4 august: Ion Sapdaru, actor român
- 5 august: Dario Bonetti, fotbalist și antrenor italian
- 7 august: Elena Davîdova, sportivă rusă (gimnastică artistică)
- 7 august: Octavian Morariu, jucător de rugby și conducător sportiv român
- 8 august: Martin Callanan, politician britanic
- 8 august: The Edge, chitarist irlandez (U2)
- 13 august: Borjana Krišto, politiciană bosniacă de etnie croată, președintă a Consiliului de Miniștri al Bosniei și Herțegovinei din ianuarie 2023, a fost a 8-a președintă a Federației Bosniei și Herțegovinei (2007 - 2011)
- 14 august: Ioan Iovescu, politician român
- 14 august: Satoshi Tsunami, fotbalist japonez
- 18 august: Corina Șuteu, manager cultural, română
- 19 august: Beatrice Rancea, regizoare română de operă
- 23 august: Alexandre Desplat, compozitor francez
- 24 august: Jared Harris (Jared Francis Harris), actor britanic
- 25 august: Yutaka Ikeuchi, fotbalist japonez
- 29 august: Ahmed Aboutaleb, politician neerlandez
- 31 august: Ioan Gyuri Pascu, muzician, scriitor și actor român de film, teatru și TV (d. 2016)

### Septembrie
- 1 septembrie: Tonino Benacquista, scriitor francez
- 1 septembrie: Ion Jinga, diplomat român
- 1 septembrie: Krzysztof Szatrawski, poet polonez
- 2 septembrie: Valentina Buliga, politiciană din R. Moldova
- 2 septembrie: Claude Puel, fotbalist francez
- 2 septembrie: Toshinobu Katsuya, fotbalist japonez
- 2 septembrie: Carlos Valderrama (Carlos Alberto Valderrama Palacio), fotbalist columbian
- 3 septembrie: Valentin Ionescu, politician român
- 6 septembrie: Paul Waaktaar-Savoy, chitarist norvegian (a-ha)
- 7 septembrie: Sergiu Stati, politician din R. Moldova
- 7 septembrie: József Szájer, politician maghiar
- 9 septembrie: Matjaž Kek, fotbalist sloven
- 10 septembrie: Dimitrie Popescu, canotor român (d.2023)
- 11 septembrie: Virginia Madsen, actriță americană
- 12 septembrie: Ana-Maria Avram, compozitoare română
- 12 septembrie: Mylène Farmer, cântăreață franceză
- 12 septembrie: Luca Romagnoli, politician italian
- 12 septembrie: Ionel Rotărescu, fotbalist român (portar)
- 13 septembrie: Dave Mustaine (n. David Scott Mustaine), cântăreț, chitarist, compozitor, autor și actor american, liderul trupei Megadeth
- 17 septembrie: Mihăiță Găină, politician român
- 18 septembrie: James Gandolfini, actor american (d. 2013)
- 20 septembrie: Šarūnas Birutis, politician lituanian
- 20 septembrie: Erwin Koeman, fotbalist și antrenor neerlandez
- 21 septembrie: Tone Tiselj, antrenor sloven de handbal
- 22 septembrie: Bonnie Hunt, actriță americană de film
- 23 septembrie: Camelia Khraibani, politiciană română
- 24 septembrie: John Logan (John David Logan), scenarist american
- 25 septembrie: Heather Locklear (Heather Deen Locklear), actriță americană de film
- 26 septembrie: Marianne Mikko, politiciană estoniană
- 30 septembrie: Bernard Makuza, politician rwandez

### Octombrie
- 1 octombrie: Walter Mazzarri, fotbalist și antrenor italian
- 1 octombrie: Octavian Petric, politician român
- 1 octombrie: Nistor Văidean, fotbalist român (atacant)
- 4 octombrie: Zoran Vulić, fotbalist și antrenor croat
- 4 octombrie: Kazuki Takahashi, artist japonez (d. 2022)
- 5 octombrie: Mark Phillips, politician guyanez și ofițer militar în retragere, prim-ministru al Guyanei
- 9 octombrie: Julian Bailey, pilot britanic de Formula 1
- 12 octombrie: Chendo (Miguel Porlán Noguera), fotbalist spaniol
- 14 octombrie: Romulus Gabor, fotbalist român (atacant)
- 16 octombrie: Yahiro Kazama, fotbalist japonez
- 16 octombrie: Marc Levy, scriitor francez
- 18 octombrie: Valentin Păduroiu, politician român
- 21 octombrie: Lică Movilă (Lică Stavarache Movilă), fotbalist român
- 23 octombrie: Andoni Zubizarreta (Andoni Zubizarreta Urreta), fotbalist spaniol (portar)
- 24 octombrie: Valentin Guznac, politician din R. Moldova
- 26 octombrie: Calixthe Beyala, scriitoare cameruneză
- 28 octombrie: Ion Maria, poet român
- 29 octombrie: Dan Perjovschi, scriitor român
- 30 octombrie: Dan Horațiu Buzatu, politician român
- 31 octombrie: Bogdan Chirieac, jurnalist român
- 31 octombrie: Peter Jackson, cineast neozeelandez
- 31 octombrie: Larry Mullen Jr., baterist irlandez (U2)
- 31 octombrie: Iurie Roșca, politician din R. Moldova

### Noiembrie
- 1 noiembrie: Valentin Adrian Iliescu, politician român
- 5 noiembrie: Petru Poiată, politician din R. Moldova (d. 2009)
- 7 noiembrie: Serghei Aleinikov, fotbalist belarus
- 9 noiembrie: Mihail Gavril, pictor român
- 11 noiembrie: László-Ödön Fejér, politician român
- 12 noiembrie: Nadia Comăneci (Nadia Elena Comăneci), gimnastă română stabilită în Statele Unite
- 12 noiembrie: Enzo Francescoli (Enzo Francescoli Uriarte), fotbalist uruguayan
- 12 noiembrie: Atsushi Natori, fotbalist japonez
- 14 noiembrie: D. B. Sweeney (Daniel Bernard Sweeney), actor american
- 14 noiembrie: Gheorghe Șalaru, politician din R. Moldova
- 15 noiembrie: Metin Kaçan, scriitor turc (d. 2013)
- 16 noiembrie: Corinne Hermès, cântăreață franceză
- 19 noiembrie: Meg Ryan (n. Margaret Mary Emily Anne Hyra), actriță americană și producătoare de film
- 24 noiembrie: Carlos Carnero, politician spaniol
- 25 noiembrie: Vasile Dîncu, politician român
- 27 noiembrie: Ekaterina Andreeva, jurnalistă rusă

### Decembrie
- 4 decembrie: George Ostafi, pictor român (d. 2019)
- 6 decembrie: Antonio Calloni, actor brazilian
- 6 decembrie: Toni Conceição (António Conceição da Silva Oliveira), fotbalist portughez
- 6 decembrie: Alexandru Stănescu, politician român
- 9 decembrie: Luděk Mikloško, fotbalist ceh (portar)
- 13 decembrie: Mihnea Constantinescu, diplomat român (d. 2018)
- 13 decembrie: Harry Gregson-Williams, compozitor britanic
- 13 decembrie: Toru Yoshikawa, fotbalist japonez
- 19 decembrie: Eric Allin Cornell, fizician american
- 21 decembrie: Adriana Boerescu, pictoriță română
- 21 decembrie: Constantin Boșcodeală, politician român
- 21 decembrie: Jon Ola Sand, jurnalist norvegian
- 22 decembrie: Camelia Gavrilă, politiciană română
- 24 decembrie: Wade Williams (Wade Andrew Williams), actor american
- 26 decembrie: Daniel Minea (Daniel Adrian Minea), fotbalist român
- 27 decembrie: Guido Westerwelle, politician german, ministru de externe al RFG (2009-2013), vicecancelar federal (2009-2011), (d. 2016)
- 27 decembrie: Alexandru Rafila, medic,cercetător și politician român
- 30 decembrie: Bill English, politician neozeelandez
- 31 decembrie: Marie-Hélène Aubert, politiciană franceză

## Decese
- 3 ianuarie: Nicolae Hortolomei, 76 ani, medic român (n. 1885)
- 3 ianuarie: Hasso von Wedel, 62 ani, ofițer german nazist (n. 1898)

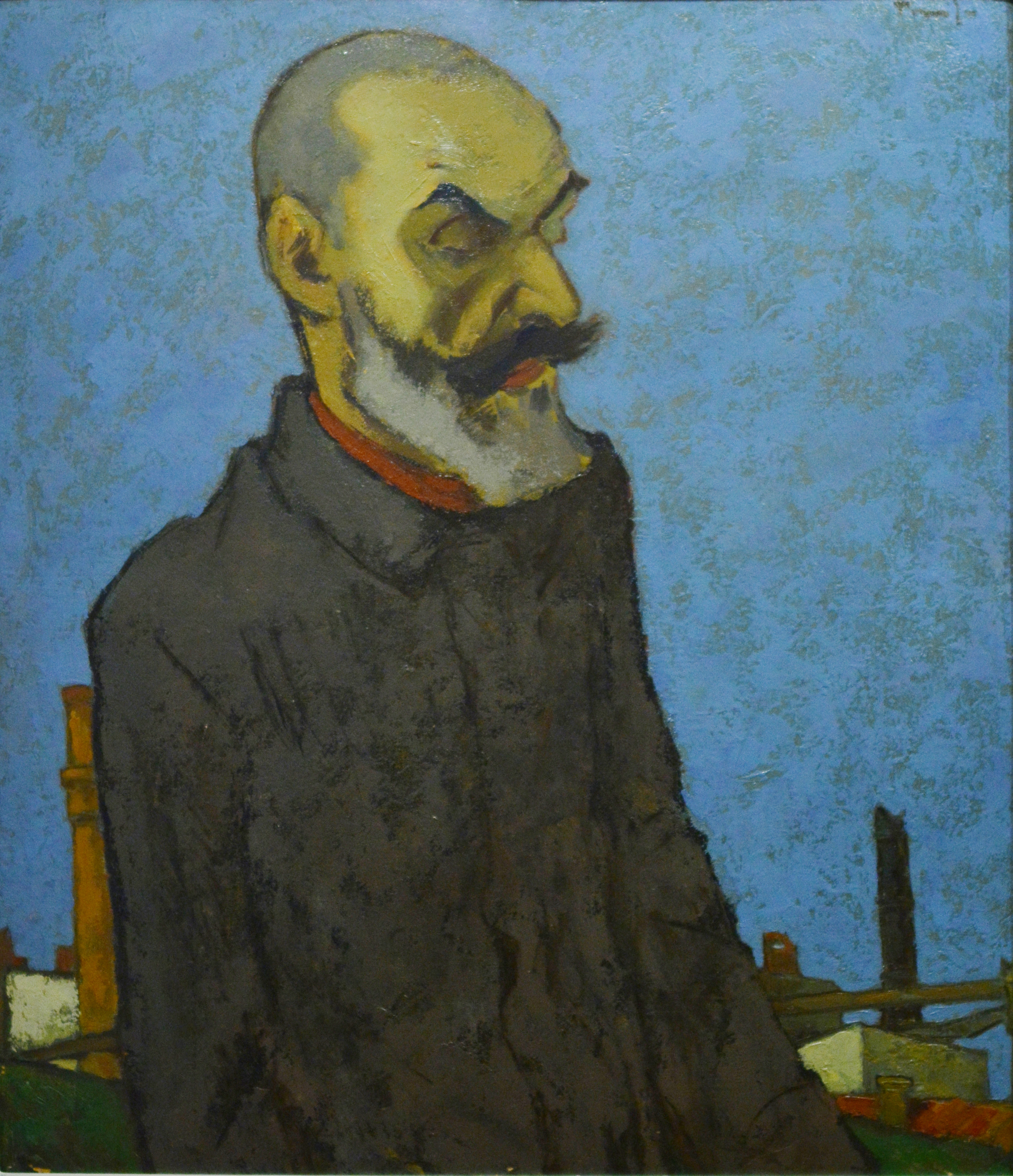
Gala Galaction, scriitor și teolog român
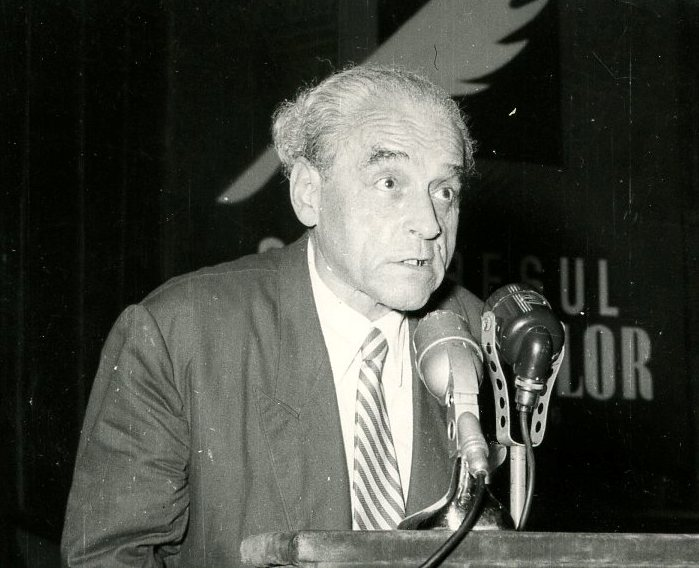
Cezar Petrescu, romancier și jurnalist român
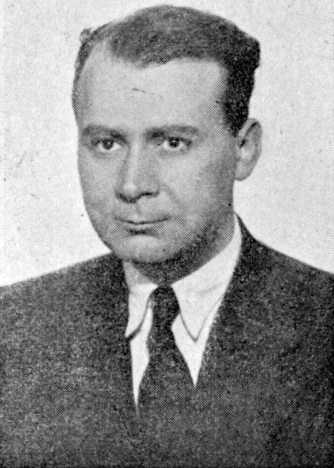
Lucian Blaga, poet, dramaturg, filozof și eseist român
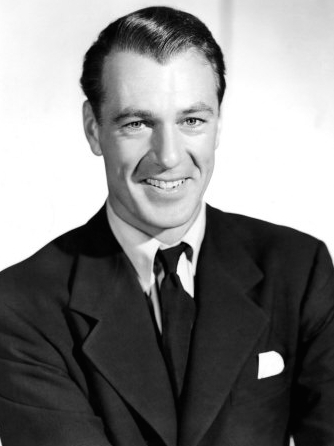
Gary Cooper, actor american
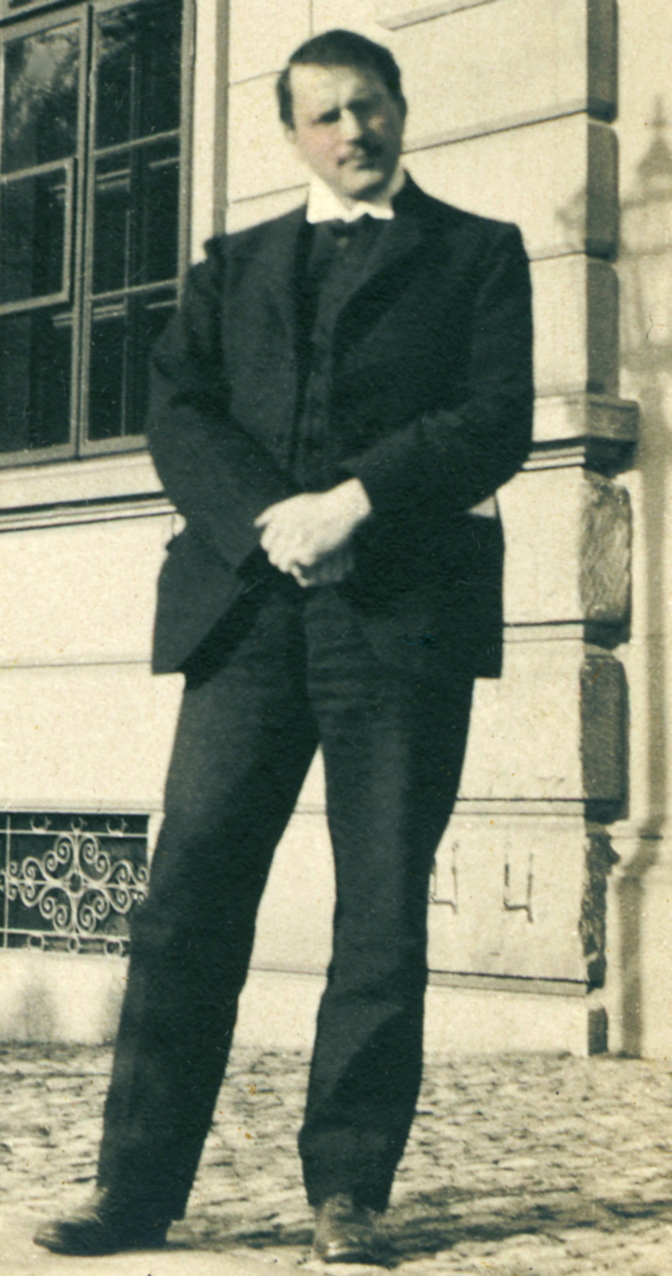
Carl Jung, psihiatru elvețian

- 4 ianuarie: Erwin Schrödinger (Erwin Rudolf Josef Alexander Schrödinger), 73 ani, fizician austriac, laureat al Premiului Nobel (1933), (n. 1887)
- 9 ianuarie: Radu Cioculescu, 59 ani, cronicar muzical, eseist și traducător român (n. 1901)
- 10 ianuarie: Dashiell Hammett (Samuel Dashiell Hammett), 66 ani, scriitor american (n. 1894)
- 17 februarie: Sever Pop, 60 ani, profesor universitar român (n. 1901)
- 19 februarie: Constantin Agiu, 69 ani, comunist român (n. 1891)
- 20 februarie: Percy Grainger, 78 ani, compozitor și muzician australian (n. 1882)
- 28 februarie: Gavrilă Mihali Ștrifundă, 59 ani, primar al localității Borșa, jud. Maramureș, luptător pentru unitatea națională, opozant și victimă al regimului comunist (n. 1901)
- 2 martie: Jean Oberlé, 61 ani, pictor francez (n. 1900)
- 8 martie: Gala Galaction (n. Grigore Pișculescu), 82 ani, scriitor, teolog român (n. 1879)
- 8 martie: Lajos Szántay, 89 ani, arhitect român (n. 1872)
- 9 martie: Cezar Petrescu, 69 ani, romancier, jurnalist român (n. 1892)
- 30 martie: Philibert Jacques Melotte, 81 ani, astronom britanic (n. 1880)
- 20 aprilie: Alexandru Kirițescu, 75 ani, dramaturg, traducător român (n. 1888)
- 21 aprilie: Prințesa Isabelle de Orléans (n. Isabelle Marie Laure Mercédès Ferdinande d'Orléans), 82 ani (n. 1878)
- 3 mai: Frank W. Bubb Sr., 68 ani, matematician american (n. 1892)
- 3 mai: Petro Stojan, 76 ani, esperantist rus (n. 1884)
- 6 mai: Lucian Blaga, 65 ani, poet, dramaturg, filozof și eseist român (n. 1895)
- 13 mai: Gary Cooper (n. Frank James Cooper), 60 ani, actor american laureat al Premiului Oscar (1942 și 1953), (n. 1901)
- 22 mai: Dan Faur (n. Avram Alfred Fechner), 50 ani, scriitor român (n. 1911)
- 4 iunie: Alice Voinescu (n. Alice Steriadi), 76 ani, om de cultură român, profesoară de istoria teatrului universal (n. 1885)
- 6 iunie: Carl Gustav Jung, 85 ani, medic elvețian (n. 1875)
- 22 iunie: Regina Maria a Iugoslaviei, 61 ani, a doua fiică a Regelui Ferdinand I al României și soția Regelui Alexandru I al Iugoslaviei (n. 1900)
- 23 iunie: Werner Gilles, 66 ani, pictor german (n. 1894)
- 1 iulie: Louis-Ferdinand Céline (n. Louis-Ferdinand Destouches), 67 ani, scriitor francez (n. 1894)

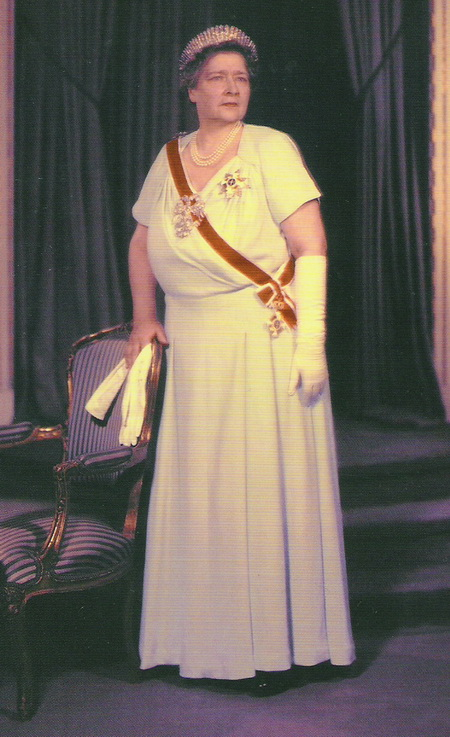
Regina Maria a Iugoslaviei
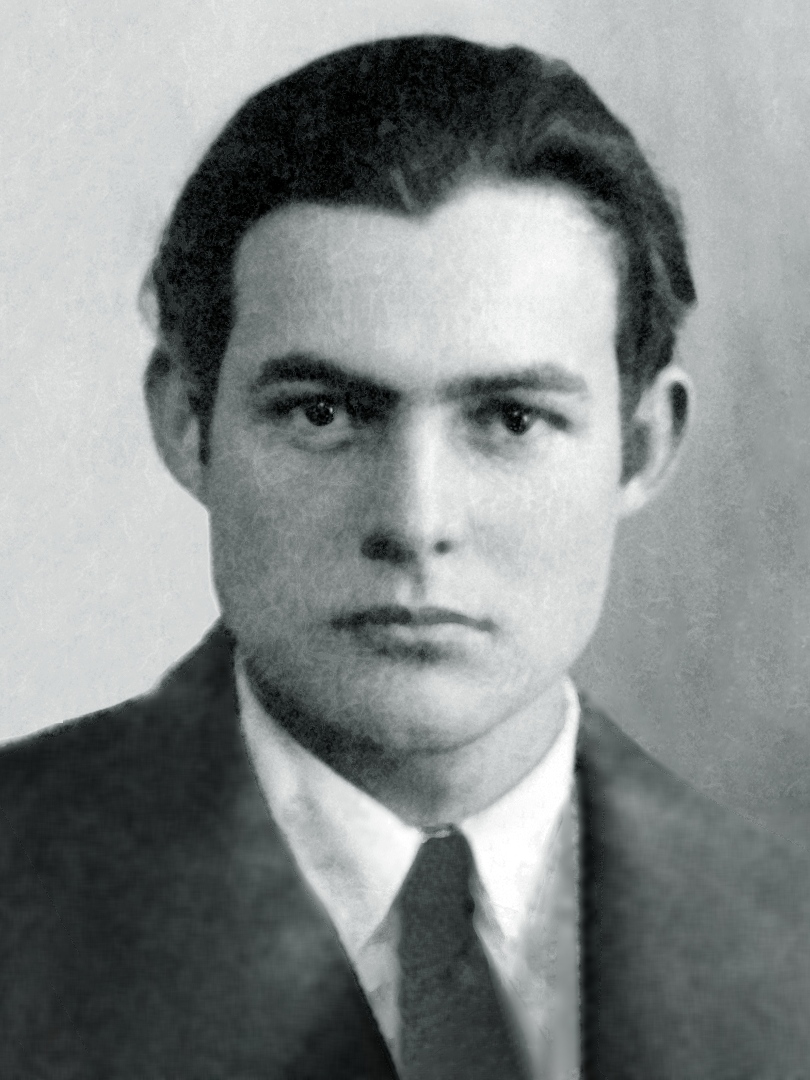
Ernest Hemingway, scriitor american, laureat al Premiului Nobel
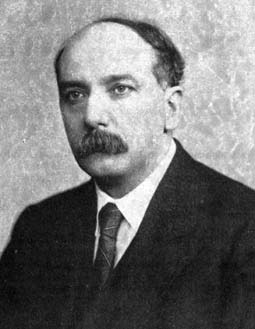
Ion Barbu, matematician și poet român
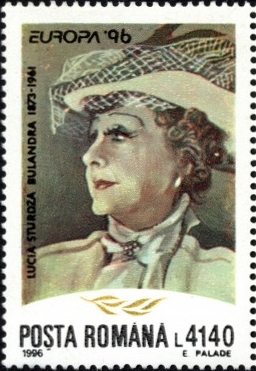
Lucia Sturdza-Bulandra, actriță română de teatru
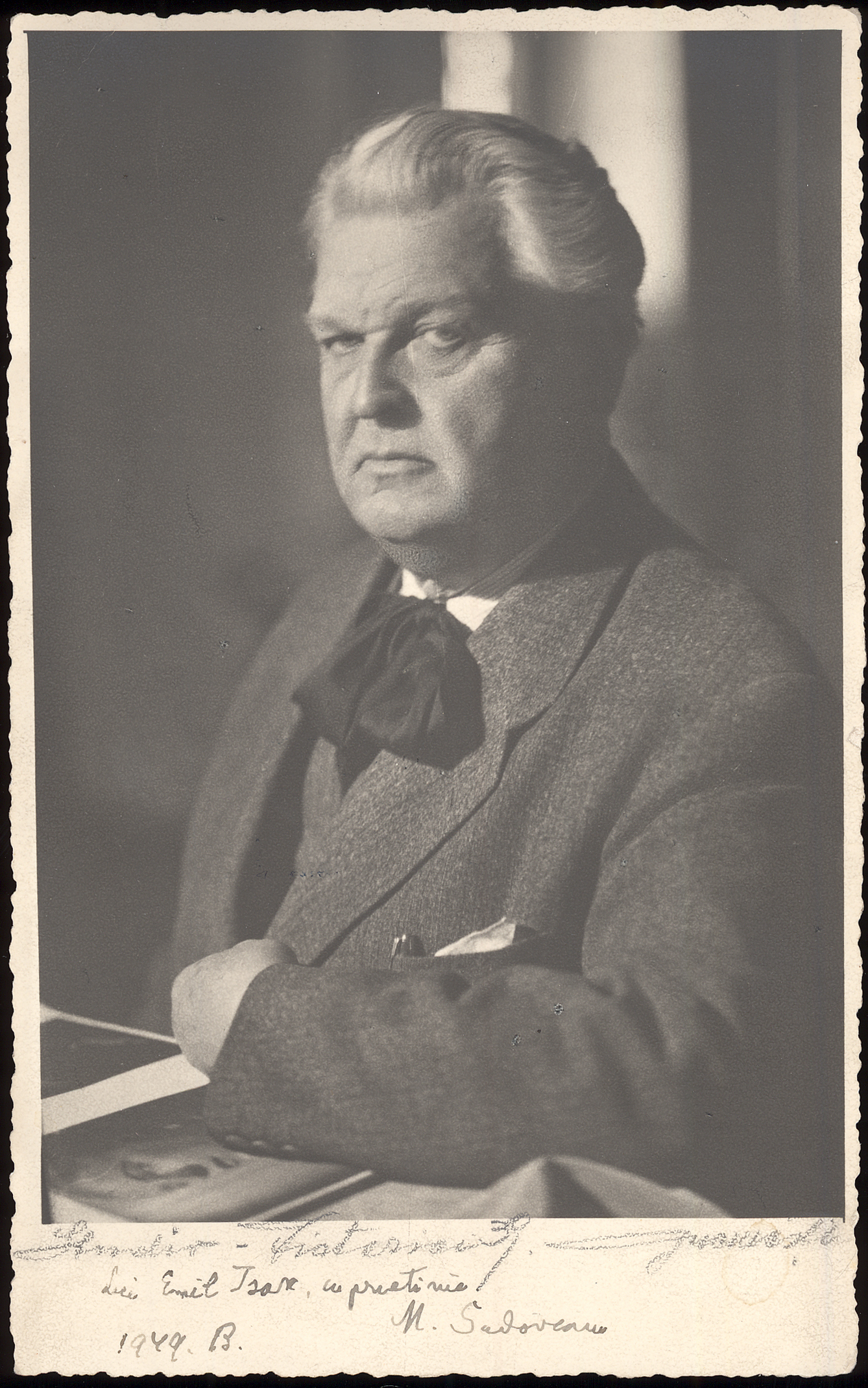
Mihail Sadoveanu, scriitor român

- 2 iulie: Ernest Miller Hemingway, 81 ani, scriitor american, laureat al Premiului Nobel (1954), (n. 1899)
- 12 iulie: Mazo de la Roche (n. Maisie Louise Roche), 82 ani, scriitoare canadiană (n. 1879)
- 15 iulie: Nina Bari, 59 ani, matematiciană rusă (n. 1901)
- 19 iulie: Pompiliu Nistor, 77 ani, medic român care s-a remarcat în activitatea de organizare a Primului Corp al Voluntarilor Români din Rusia precum și în acea de inițiere și redactare a Declarației de la Darnița (n. 1883)
- 26 iulie: Alexandru Tudor-Miu, 60 ani, profesor, poet și scriitor suprarealist român (n. 1901)
- 3 august: Giovanni Battista Angioletti, 64 ani, scriitor italian (n. 1896)
- 3 august: Zoltán Tildy, 71 ani, politician maghiar, prim-ministru (n. 1889)
- 11 august: Ion Barbu (n. Dan Barbilian), 66 ani, matematician, poet român (n. 1895)
- 14 august: Clark Ashton Smith, 68 ani, scriitor american (n. 1893)
- 18 august: Leonhard Frank, 78 ani, scriitor german (n. 1882)
- 19 august: Eduard Kadlec (Edward), 81 ani, general ceh, membru al Legiunii Cehsolovace, comandant al Legiunii Române din Siberia (n. 1880)
- 20 august: Percy Williams Bridgman, 79 ani, fizician american, laureat al Premiului Nobel (1946), (n. 1882)
- 7 septembrie: Pieter Sjoerds Gerbrandy (n. Pieter Gerbrandi), 76 ani, politician neerlandez (n. 1885)
- 10 septembrie: Wolfgang von Trips (Wolfgang Alexander Albert Eduard Maximilian Reichsgraf Berghe von Trips), 33 ani, pilot german de Formula 1 (n. 1928)
- 19 septembrie: Lucia Sturdza-Bulandra, 88 ani, actriță română de teatru (n. 1873)
- 21 septembrie: Claudia Millian, 74 ani, poetă, soția poetului Ion Minulescu (n. 1887)
- 3 octombrie: József Grősz, 73 de ani, arhiepiscop romano-catolic, deținut politic (n. 1887)
- 11 octombrie: Prințesa Dagmar a Danemarcei (n. Dagmar Louise Elisabeth), 71 ani (n. 1890)
- 11 octombrie: Maximilian Hacman, 84 ani, jurist român (n. 1877)
- 19 octombrie: Mihail Sadoveanu, 80 ani, scriitor și om politic român (n. 1880)
- 20 octombrie: Constanța Erbiceanu, 87 ani, pianistă română (n. 1874)
- 1 noiembrie: Aron Cotruș, 70 ani, diplomat și scriitor român (n. 1891)
- 15 noiembrie: Douglas Walton (n. John Douglas Duder), 51 ani, actor canadian (n. 1910)
- 16 noiembrie: Samuel Taliaferro Rayburn, 79 ani, politician american (n. 1882)
- 19 noiembrie: Michael Rockefeller, 23 ani, antropolog american (n. 1938)
- 25 noiembrie: Dumitru Combiescu, 74 ani, medic epidemiolog român (n. 1887)
- 11 decembrie: Alexandru Săvulescu, 63 ani, fotbalist și antrenor român (n. 1898)
- 19 decembrie: Jean des Cognets, 78 ani, jurnalist francez (n. 1883)
- 27 decembrie: Konrad Bercovici, 80 ani, romancier american (n. 1881)
- 28 decembrie: Edith Wilson, 89 ani, politiciană americană soția lui Woodrow Wilson, președinte al SUA (n. 1872)
- 31 decembrie: Aurel Babeș (Aurel Alexandru Babeș), 75 ani, medic român (n. 1886)

### Nedatate
- decembrie: Sanda Marin (n. Cecilia Maria Simionescu), 60 ani, autoare română (n. 1900)

## Premii Nobel
- Fizică: Robert Hofstadter (SUA), Rudolf Ludwig Mössbauer (Germania)
- Chimie: Melvin Calvin (SUA)
- Medicină: Georg von Békésy (Ungaria)
- Literatură: Ivo Andric (Iugoslavia)
- Pace: Dag Hjalmar Agne Carl Hammarskjöld (Suedia)